# 显苞灯心草
显苞灯心草（学名：Juncus bracteatus）为灯心草科灯心草属的植物。分布于锡金以及中国大陆的西藏、甘肃、云南等地，生长于海拔3,100米至4,000米的地区，常生长在高山草甸潮湿地或山沟林下，目前尚未由人工引种栽培。
其种加词 bracteatus 意为“具苞片的”。
现接受名为孟加拉灯芯草（Juncus benghalensis Kunth， 1841）。